# Кристель, Сильвия
Сильвия Мария Кристель (нидерл. Sylvia Maria Kristel; 28 сентября 1952, Утрехт — 17 октября 2012, там же) — нидерландская модель, актриса, писательница. Прославилась воплощением на экране образа Эммануэль — героини одноимённого французского эротического фильма 1974 года и его продолжений.

## Биография
Сильвия начала свою карьеру в качестве модели. В 1973 году завоевала титул «Мисс телевидение Европы», в том же году снялась в голландском фильме «Обнажённая за забором». Чуть позже Кристель заметил французский режиссёр Жюст Жакен и предложил ей роль в первой своей крупной картине «Эммануэль» (1974). Фильм произвёл фурор во всём мире. На тему Эммануэль за 19 лет были сняты 7 официальных фильмов и множество вольных «одноимённых» продолжений, несмотря на то, что логическая цепочка была завершена в конце трилогии. Кристель снялась в первых четырёх фильмах вышедших с 1974 по 1984 год, а также в заключительной седьмой части — в 1993 г.
В 1979 году Сильвия Кристель снялась в двух голливудских картинах: «Аэропорт 79» и «Обнажающая бомба». Среди других известных киноработ актрисы фильмы «Любовник леди Чаттерлей» (1981), «Частные уроки» (1981), «Мата Хари» (1985).

## Личная жизнь
В 1974 году у Сильвии Кристель был роман с Роже Вадимом, французским кинорежиссёром, сценаристом, актёром и продюсером.
Личные взаимоотношения связывали Кристель с бельгийским детским писателем Хюго Клаусом, от которого в 1975 году родила сына Артура. Как сказала Сильвия, она почти не воспитывала его: Артур подрастал сам, пока она снималась в фильмах серии «Эммануэль». Впоследствии актриса об этом очень жалела. Когда Артуру исполнилось шесть, Кристель отправила его на обучение в Голландию, а навещала по выходным. Долгое время встречалась с британским актёром Иэном Макшейном (они вместе снимались, в частности, в фильме 1979 года «Пятый мушкетёр»).
Впоследствии вышла замуж за режиссёра Филиппа Бло, у которого снялась в трёх фильмах, провалившихся в прокате. Бло фактически пустил на ветер все сбережения актрисы — недвижимость и драгоценности Кристель пошли на оплату его долгов.
Сильвия была любовницей президента Франции Валери Жискара д’Эстена (он был старше актрисы на 26 лет), чего не скрывали они оба.
Актриса увлекалась живописью, которая для неё всегда была отдушиной. Долгие годы Кристель пыталась наладить отношения со своим сыном Артуром, который после трёх незначительных ролей в кино стал работать в кофейном магазине своей тёти Марианны, младшей сестры Сильвии. Сама Сильвия последние годы зарабатывала, продавая свои картины и участвуя в различных телевизионных передачах.
В 2006 году актриса написала автобиографию «Обнажённая» (нидерл. Naakt), которую посвятила своему сыну. В книге Иэн Макшейн фигурирует под именем Бен, а Филипп Бло — под псевдонимом Кристоф.

## Болезнь и смерть
С 11-летнего возраста Кристель была заядлой курильщицей сигарет без фильтра, долгие годы страдала раком гортани, также у неё были обнаружены метастазы в печени. После прохождения очередного курса химиотерапии 26 июня 2012 года актриса перенесла инсульт.
Скончалась во сне в ночь с 17 на 18 октября 2012 года на 61-м году жизни в родном городе Утрехте.

## Интересные факты
В раннем возрасте была попытка изнасилования. Родителям Сильвии принадлежала гостиница, девочка чуть не стала жертвой насилия со стороны администратора этой гостиницы. Сильвию спасла её тетя Алиса, которая случайно спустилась в бар. Этот случай оставил отпечаток на всём детстве и дальнейшей жизни актрисы.
Когда Сильвии было 4 года, она из любопытства села на поезд и поехала в неизвестном направлении.
В 10 лет подговорила сестру танцевать голыми на столах в баре гостиницы, принадлежавшей родителям, когда там никого не было.
Бабушка Сильвии заклеивала зеркало газетой, из-за того, что в детстве актриса страдала нарциссизмом, но это не помогало.
Будучи ребёнком Сильвия научилась считать благодаря числу кружек пива, которые выпивал её отец за день. До школы она научилась считать до сорока.
Журналист Ян был первым поклонником Сильвии, именно с его подачи будущая актриса пробуется в кино. Каково же было изумление Сильвии, когда Ян, соприкоснувшись с шоу-бизнесом, поменяет сексуальную ориентацию.
Сильвия Кристель курила марихуану, для того чтобы побороть стеснение во время съёмок «Эммануэль».  Из воспоминаний актрисы: "...На экране совершенно очевидно, что мои глаза блестят от наркотика, а не от возбуждения».
Гонорар Сильвии за первый фильм «Эммануэль» составил 18 тыс. франков (порядка 3 тыс. долларов США).
Под воздействием кокаина Сильвия Кристель дала интервью, в котором утверждала, что её изнасиловал отец, что послужит поводом для долгих судебных тяжб с журналом вместе с возмущённым отцом, вследствие чего отец получит компенсацию, но разговаривать с дочерью не будет долгие годы.

## Фильмография
| Год  | Фильм                                                 | Ориг. название                                         | Роль                             |
| ---- | ----------------------------------------------------- | ------------------------------------------------------ | -------------------------------- |
| 1973 | «Франк и Ева»                                         | Frank en Eva                                           | Сильвия                          |
| 1973 | «Из-за кошек»                                         | Because of the Cats                                    | Ханни Труст                      |
| 1973 | «Обнажённая за забором»                               | Naakt over de schutting                                | Лили Маришка                     |
| 1974 | «Эммануэль»                                           | Emmanuelle                                             | Эммануэль                        |
| 1974 | «Племянница фрау О» («Джулия»)                        | Der Liebesschüler                                      | Андреа (Джулия)                  |
| 1974 | «У савана нет карманов»                               | Un linceul n’a pas de poches                           | Авриль                           |
| 1975 | «Игра с огнём»                                        | Le Jeu avec le feu                                     | Диана Ван Ден Берг               |
| 1975 | «Эммануэль 2» («Эммануэль-антидевственница»)          | Emmanuelle l’antivierge                                | Эммануэль                        |
| 1976 | «Верная женщина»                                      | Une femme fidèle                                       | Матильда Леруа                   |
| 1976 | «Эммануэль 77» («Грань»)                              | La Marge                                               | Диана                            |
| 1977 | «Алиса, или Последнее бегство»                        | Alice ou la dernière fugue                             | Алиса Кароль                     |
| 1977 | «Рене-тросточка»                                      | René la canne                                          | Криста                           |
| 1977 | «Волшебное зеркало»                                   | Espelho Mágico                                         | камео                            |
| 1977 | «Прощай, Эммануэль» («Эммануэль 3»)                   | Goodbye Emmanuelle                                     | Эммануэль                        |
| 1978 | «Пастораль 1943»                                      | Pastorale 1943                                         | Майп Алгера                      |
| 1978 | «Мистерии»                                            | Mysteries                                              | Дагни Хьеллан                    |
| 1979 | «Любовь в вагоне первого класса»                      | Amore in prima classe                                  | Беатрис                          |
| 1979 | «Дикие постели» («Тигры в губной помаде»)             | Letti selvaggi                                         | синьора Мартуччи / Джоанна       |
| 1979 | «Пятый мушкетёр» («Тайна железной маски»)             | The Fifth Musketeer (Das Geheimnis der eisernen Maske) | Мария Тереза                     |
| 1979 | «Аэропорт 79: „Конкорд“»                              | The Concorde… Airport '79                              | Изабель                          |
| 1980 | «Обнажённая бомба»                                    | The Nude Bomb                                          | агент 34                         |
| 1981 | «Лицо на миллион долларов» (ТВ)                       | The Million Dollar Face                                | Брэтт Деверо                     |
| 1981 | «Любовник леди Чаттерлей»                             | Lady Chatterley’s Lover                                | Леди Констанция Чаттерлей        |
| 1981 | «Частные уроки»                                       | Private Lessons                                        | Николь Мэллоу                    |
| 1981 | «Дьявольские машины» (ТВ)                             | Les Machines diaboliques                               | Джамиля Хан                      |
| 1983 | «Частная школа»                                       | Private School                                         | мисс Регина Кополетта            |
| 1984 | «Эммануэль 4»                                         | Emmanuelle IV'                                         | Сильвия / Эммануэль              |
| 1985 | «Большое пари»                                        | The Big Bet                                            | Мишель                           |
| 1985 | «Мата Хари»                                           | Mate Hari                                              | Мата Хари                        |
| 1985 | «Красная жара»                                        | Red Heat                                               | София                            |
| 1987 | «Высокомерная»                                        | The Arrogant                                           | Джули                            |
| 1987 | «Казанова» (ТВ)                                       | Casanova                                               | Маддалена                        |
| 1989 | «Вдова Дракулы»                                       | Dracula’s Widow                                        | Ванесса                          |
| 1990 | «В тени песочного замка»                              | In the Shadow of the Sandcastle                        | Анжел                            |
| 1990 | «Моя Ривьера»                                         | My Riviera                                             |                                  |
| 1991 | «Горячая кровь»                                       | Hot Blood                                              | Сильвия                          |
| 1992 | «Молчание тела»                                       | Seong-ae-ui chimmuk                                    |                                  |
| 1993 | «Школа красоты»                                       | Beauty School                                          | Сильвия                          |
| 1993 | «Эммануэль и седьмое небо»                            | Emmanuelle au 7ème ciel                                | Эммануэль                        |
| 1993 | «Секрет Эммануэль» (ТВ) 7 серия                       | Le Secret d’Emmanuelle                                 | Эммануэль                        |
| 1993 | «Эммануэль навсегда» (ТВ) 1 серия                     | Éternelle Emmanuelle                                   | Эммануэль                        |
| 1993 | «Месть Эммануэль» (ТВ) 4 серия                        | La Revanche d’Emmanuelle                               | Эммануэль                        |
| 1993 | «Эммануэль в Венеции» (ТВ) 6 серия                    | Emmanuelle à Venise                                    | Эммануэль                        |
| 1993 | «Любовь Эммануэль» (ТВ) 2 серия                       | L’Amour d’Emmanuelle                                   | Эммануэль                        |
| 1993 | «Парфюм Эммануэль» (ТВ) 5 серия                       | Le Parfum d’Emmanuelle                                 | Эммануэль                        |
| 1993 | «Магия Эммануэль» (ТВ) 3 серия                        | Magique Emmanuelle                                     | Эммануэль                        |
| 1996 |                                                       | De eenzame oorlog van Koos Tak                         |                                  |
| 1996 | «Дорога в завтра» (ТВ)                                | Onderweg naar morgen                                   |                                  |
| 1997 | «Секспадение» (ТВ)                                    | Die Sexfalle                                           | Николь Фукс                      |
| 1997 | «Война Гастона»                                       | Gaston’s War                                           | Майп Вессер                      |
| 1999 | «Гарри снимает комнату»                               | Harry Rents a Room                                     | мисс Пинки                       |
| 1999 | «Фильм 1»                                             | Film 1                                                 | Патрон                           |
| 1999 | «Амстердамская сказка»                                | An Amsterdam Tale                                      | Альма                            |
| 2000 | «Издатели»                                            | Lijmen/Het been                                        | Джинн                            |
| 2000 | «Непобедимый» (ТВ)                                    | Die Unbesiegbaren                                      |                                  |
| 2000 | «Жёсткий взгляд»                                      | A Hard Look                                            | камео                            |
| 2001 | «Забудь меня»                                         | Vergeef me                                             | Чикита (на сцене) — Cyrus Frisch |
| 2001 | «Дружба»                                              | Vriendschap, De                                        | Сильвия                          |
| 2001 | «Французский пирог» («Секси бойз»}                    | Sexy Boys                                              | сексолог                         |
| 2001 | «Банк»                                                | Bank                                                   | жена                             |
| 2007 | «У каждого своё кино» (эпизод «Эротический кинотеатр» | To Each His Own Cinema                                 |                                  |
| 2010 | «Два солнечных дня»                                   | Two sunny days                                         | Анжела                           |
| 2010 | «Девушки, поющие свинг»                               | Le ragazze dello swing                                 | Ева де Леув                      |

## Автобиография
- Сильвия Кристель: Обнажённая. История Эмманюэль. (фр. Sylvia Kristel. NUE) Перевод с французского Д. Савосина. М: Текст, 2009, Серия «Коллекция», ISBN 978-5-7516-0791-3